# Marcilla
Marcilla – gmina w Hiszpanii, w Nawarze, o powierzchni 21,88 km². W 2011 roku gmina liczyła 2815 mieszkańców.